# Kirsten Prout
Kirsten Prout, kanadska filmska ter televizijska igralka, *28. september 1990, Vancouver, Britanska Kolumbija, Kanada.

## Zgodnje in osebno življenje
Kirsten Prout se je rodila 28. septembra 1990 v Vancouverju, Britanska Kolumbija, Kanada, kot prva izmed dveh hčera v družini. Njeni mlajši sestri je ime Jenn. Trenira Taekwon-do. Trenutno hodi v zadnji letnik srednje šole, po končani srednji šoli pa namerava nadaljevati igralsko kariero, zraven pa se šolati na univerzi.

## Kariera
Kirsten Prout je s svojo igralsko kariero začela pri desetih letih leta 2000 v televizijski seriji The Linda McCartney Story ter filmu Once Upon a Christmas, nadaljevala pa že leta 2001 v filmih Mindstorm, The Wedding Dress ter Twice Upon a Christmas.
Leta 2003 je igrala v sedmi sezoni televizijske serije Zvezdna vrata SG-1, leta 2004 v filmu The Love Crimes of Gillian Guess, leta 2005 pa ob Jennifer Garner in Goranu Višnjiću v filmu Elektra.
Leta 2006 je začela snemati televizijsko serijo Kyle XY, ki jo je dokončala letos, v letih 2007 in 2008 pa je dobila vloge v filmih in televizijskih serijah, kot so Tell Me No Lies in Class Savage.
Leta 2010 v kinematografe prideta še dva filma, v katerih igra tudi ona: Mrk (v katerem Kirsten Prout igra vampirko Lucy, film pa je tudi post-producirala) ter Seven Deadly Sins (kjer igra glavno vlogo, Mirando).

## Filmografija
| Leto      | Naslov                           | Vloga                 | Opombe in ostalo                |
| --------- | -------------------------------- | --------------------- | ------------------------------- |
| 2000      | The Linda McCartney Story        | Stella                | 10 let                          |
| 2000      | Once Upon a Christmas            | Brittney Morgan       |                                 |
| 2001      | Mindstorm                        | Mlada Tracy Wellman   |                                 |
| 2001      | The Wedding Dress                | Stella Carver         |                                 |
| 2001      | Twice Upon a Christmas           | Brittany Morgan       |                                 |
| 2003      | Zvezdna vrata SG-1               | Nesa                  | 7 sezona                        |
| 2004      | The Love Crimes of Gillian Guess | Amanda Guess          |                                 |
| 2005      | Elektra                          | Abigail »Abby« Miller |                                 |
| 2006–2009 | Kyle XY                          | Amanda Bloom          |                                 |
| 2007      | Tell Me No Lies                  | Samantha Cooper       |                                 |
| 2008      | Class Savage                     | Julie                 | Glavna vloga                    |
| 2010      | Mrk                              | Lucy                  | Stranska vloga, post-produkcija |
| 2010      | Seven Deadly Sins                | Miranda               | Glavna vloga                    |